# Bernhard Linde

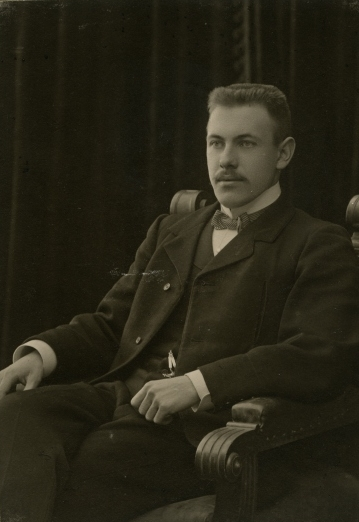
Bernhard Linde (1906)

Bernhard Linde (ur. 4 kwietnia 1886 w Järvakandi, zm. 23 sierpnia 1954 w Tallinnie) – estoński felietonista, literat, krytyk, tłumacz i eseista. Jeden z przedstawicieli Młodej Estonii. 

## Życiorys
W latach 1908-1915 studiował na Uniwersytecie w Tartu, do studiowania powrócił w 1925 roku i w 1927 roku ukończył filologię słowiańską. Współtworzył grupę literacką Młoda Estonia, w której pełnił funkcje kierownicze odpowiadając m.in. za sprawy finansowe i korespondencyjne grupy. W czasie I wojny światowej pracował w administracji carskiej Rosji, następnie przebywał na Syberii i Dalekim Wschodzie, do Estonii wrócił w 1919 roku, gdzie rozpoczął działalność wydawniczą. W latach 20. i 30. XX wieku wiele podróżował, głównie po Europie Wschodniej. Po II wojnie światowej pracował jako wykładowca na Uniwersytecie Technicznym w Tallinnie. Został uwięziony w 1951 roku, na wolność wrócił w 1954 roku, wkrótce po czym zmarł. 

## Działalność translatorska
Bardziej niż ze swoich dzieł literackich znany jest z działalności menadżerskiej, tłumaczeniowej i krytyki literackiej. Linde zasłynął w Polsce ze swoich zasług na rzecz promocji literatury polskiej na terenie Estonii i polskiego życia kulturalnego na łamach estońskiej prasy. Przetłumaczył m.in. Dom kobiet Zofii Nałkowskiej (pierwsza sztuka przetłumaczona specjalnie na potrzeby estońskiego teatru), odpowiadał za inscenizację Panny Maliczewskiej i Moralności Pani Dulskiej Gabrieli Zapolskiej oraz komedii Powrót do grzechu Stefana Kiedrzyńskiego w teatrze w Tallinie w sezonie 1938/1939. Ponadto przetłumaczył Szczęście od jutra Stefana Kiedrzyńskiego, Lekkomyślną siostrę Włodzimierza Perzyńskiego, Edukację Bronki Stefana Krzywoszewskiego, Uśmiech losu Perzyńskiego, Grube ryby Michała Bałuckiego, Popielaty welon Marii Pawlikowskiej-Jasnorzewskiej, Lato w Nohant Jarosława Iwaszkiewicza, Adwokata i różę, ptaka oraz żeglarza Jerzego Szaniawskiego, a także Podróż poślubną pana dyrektora Jana Adolfa Hertza. Z prozy tłumaczył z polskiego na estoński dzieła Michała Choromańskiego, Ferdynanda Goetla, Juliusza Kadena-Bandrowskiego, Wacława Sieroszewskiego i Józefa Piłsudskiego, a także drugi, trzeci i czwarty tom Chłopów Władysława Reymonta. 
Linde tłumaczył również z innych języków. Na estoński przełożył dzieła m.in. Honora de Balzaca, Elizabeth Eastlake, Jaroslava Haška, Eino Leina, Hermanna Sudermanna czy Konstanina Stanisławskiego. 

## Odznaczenia
W 1930 roku odznaczony Złotym Krzyżem Zasługi, zaś w 1936 roku Srebrnym Wawrzynem Akademickim.

## Życie prywatne
Był pięciokrotnie żonaty, ze swoich związków miał syna oraz córkę.